# 全元珠
全元珠（1939年8月8日—），另譯田元珠或全媛珠等，韓國女演員。
1960年參加首爾放送局舉辦的全國大學放送劇競演大會，獲得演技獎，並在1961年加入基督教廣播，1963年成為東亞放送的配音員。

## 演出作品

### 電視劇
- 1989年：KBS《一半失敗》
- 1998年：SBS《順風婦產科》飾演 馬淑媽媽（客串）
- 2000年：KBS《學校3》
- 2002年：SBS《大樸家族》
- 2006年：SBS《獨身天下》
- 2006年：MBC《可惡的女人們》
- 2006年：KBS《加油！菊花》飾演 羅八子的母親
- 2007年：MBC《謝謝》飾演 宋昌子
- 2007年：SBS《不良情侶》
- 2008年：MBC《每天夜晚》
- 2009年：SBS《原來是美男》飾演 鄉下老奶奶
- 2010年：SBS《濟眾院》（客串）
- 2011年：Channel A《天上花園GOMBE嶺》飾演 崔愛玉
- 2012年：SBS《蠑螈道士和影子操作團》
- 2012年：KBS《需要仙女》
- 2012年：SBS Plus《愛你》
- 2013年：JTBC《老大》飾演 崔沙葉
- 2014年：KBS《純金的地》飾演 酒母大嬸
- 2015年：MBC《像你的女兒》飾演 末年
- 2021年：KBS《紳士與小姐》（客串）
- 2023年：KBS《孝心的家各自為生》飾演 方末順

### 電影
- 1996年：《Come To Me》
- 1998年：《Shall We Kiss?》（客串）
- 2001年：《Last Witness》（客串）
- 2002年：《Whistling Princess》（客串）
- 2003年：《Hwang San Bul》（客串）
- 2004年：《幼齒老婆》（客串）
- 2004年：《Clementine》（客串）
- 2007年：《天堂也傷心》
- 2007年：《Small Town Rivals》
- 2008年：《我的darling FBI》
- 2011年：《平壤城》